# Christian Ludwig (Braunschweig-Lüneburg)

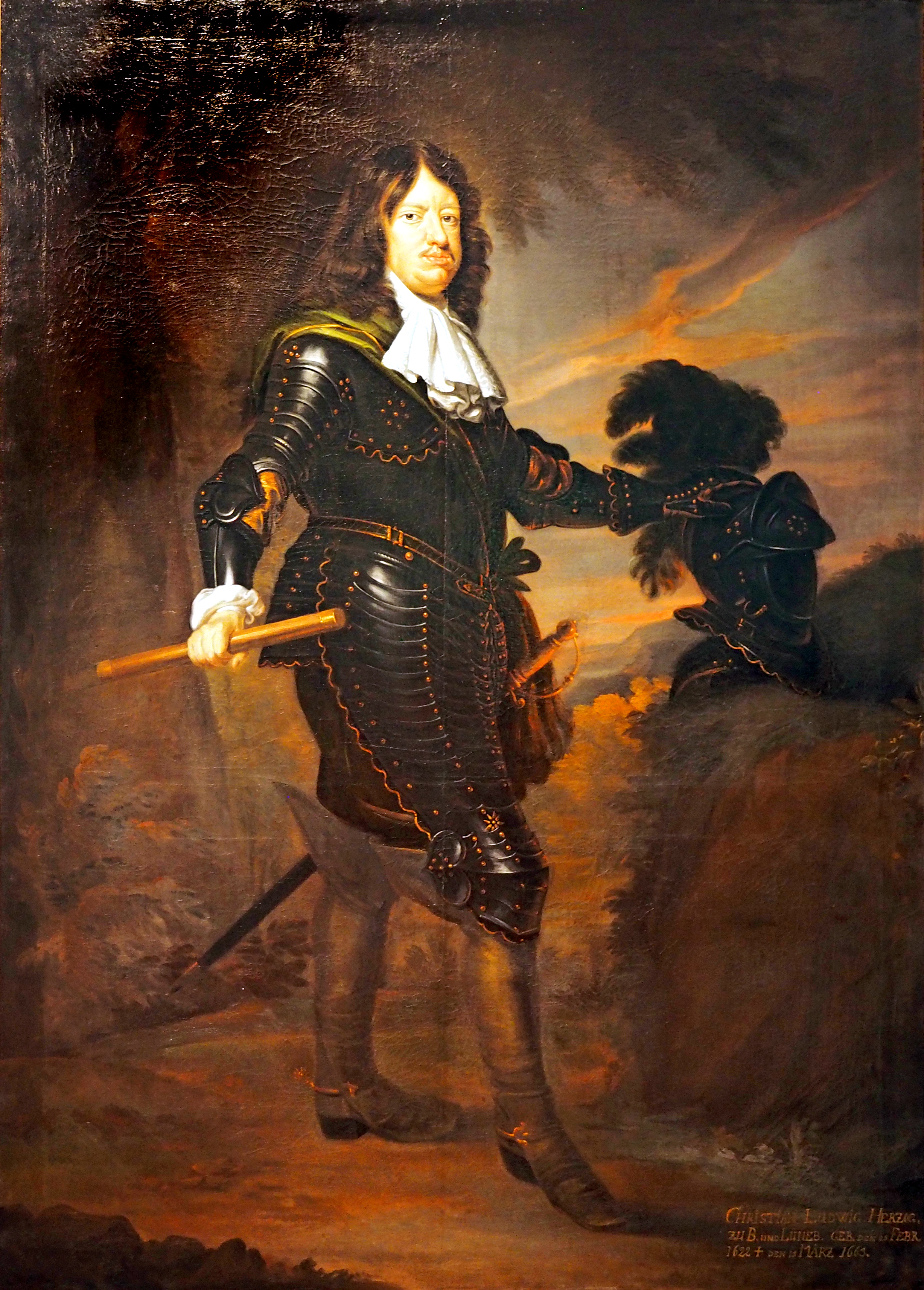
Gemälde eines unbekannten Malers, Christian Ludwig von Braunschweig-Lüneburg, Residenzmuseum im Celler Schloss

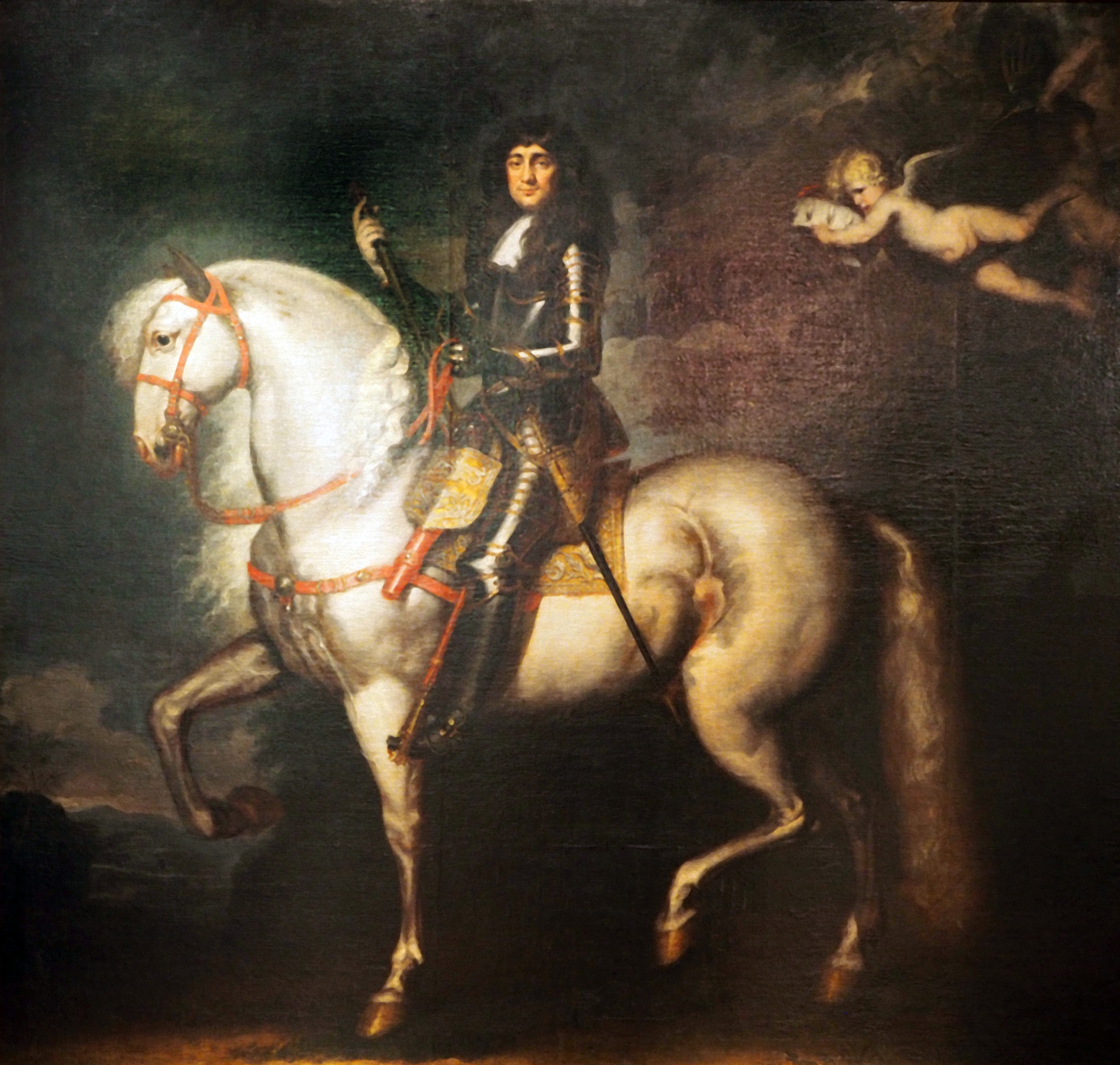
Christian Ludwig von Braunschweig-Lüneburg (von Matthäus Merian d. J. ca. 1660)

Christian Ludwig, Herzog zu Braunschweig-Lüneburg (* 25. Februar 1622 auf Schloss Herzberg in Herzberg am Harz; † 15. März 1665 bei Celle) war von 1641 bis 1648 Fürst des Fürstentums Calenberg und von 1648 bis zu seinem Tode Fürst des Fürstentums Lüneburg.

## Leben
Christian Ludwig wurde als ältester Sohn des Herzogs Georg von Braunschweig und Lüneburg-Calenberg (1583–1641) und dessen Ehefrau Anna Eleonore von Hessen-Darmstadt geboren. Sein Vater gehörte zu den führenden Feldherren im Dreißigjährigen Krieg.
Nach dem Tode seines Vaters musste er 1641 ziemlich unvorbereitet das Fürstentum Calenberg mit der Residenz in Hannover regieren, während sein Onkel Friedrich IV. seit 1636 die Herrschaft über das Fürstentum Lüneburg in Celle angetreten hatte. Die neue Residenz, das Leineschloss in Hannover, hatte bereits 1636 sein Vater durch Umbau eines Klosters beauftragt. Der Vater war jedoch vom Schloss Herzberg im Harz in die Fürstbischöfliche Residenz Hildesheim umgezogen, nachdem er die Stadt und das Hochstift Hildesheim im Verlauf des Dreißigjährigen Kriegs 1634 erobert hatte. Christian Ludwig zog bereits 1642, ein Jahr nach dem Tod des Vaters, mit dem herzoglichen Haushalt und der Verwaltung von Hildesheim nach Hannover um und gab im folgenden Jahr das Hochstift an den mächtigen Fürstbischof Ferdinand von Bayern zurück, der auch Kurfürst und Erzbischof von Köln sowie Fürstbischof von Lüttich, Münster und Paderborn war, außerdem Bruder des bayerischen Kurfürsten Maximilian I. und Onkel des Kaisers Ferdinand III.
1642 wurde Herzog Christian Ludwig durch Fürst Ludwig I. von Anhalt-Köthen in die Fruchtbringende Gesellschaft aufgenommen. Der Fürst verlieh ihm den Gesellschaftsnamen der Reinherzige und als Motto labt und stärket. Als Emblem wurde dem Herzog die Zitronenblüt (Citrus medica L.) zugedacht. Im Köthener Gesellschaftsbuch findet sich Herzog Christian Ludwigs Eintrag unter der Nr. 372. Dort ist auch das Reimgesetz verzeichnet, das er anlässlich seiner Aufnahme verfasst hatte:
Citronen blühte wechst rein, labt und stärcke giebt

Dem hertzen: daher mir der nahme Zugekommen

Reinhertzig: Minder nicht reinhertzigkeit beliebt

Mir über alles gut, gleich Zusteht allen frommen

Die reines hertzens seind, wan die schon seind betrübt

Von wegen großer not, eh' die wird weggenommen

Jst dennoch Gott ihr trost, die trübsal endlich wend,

Ergetzung ihnen Zu mit frucht und nutzen send.

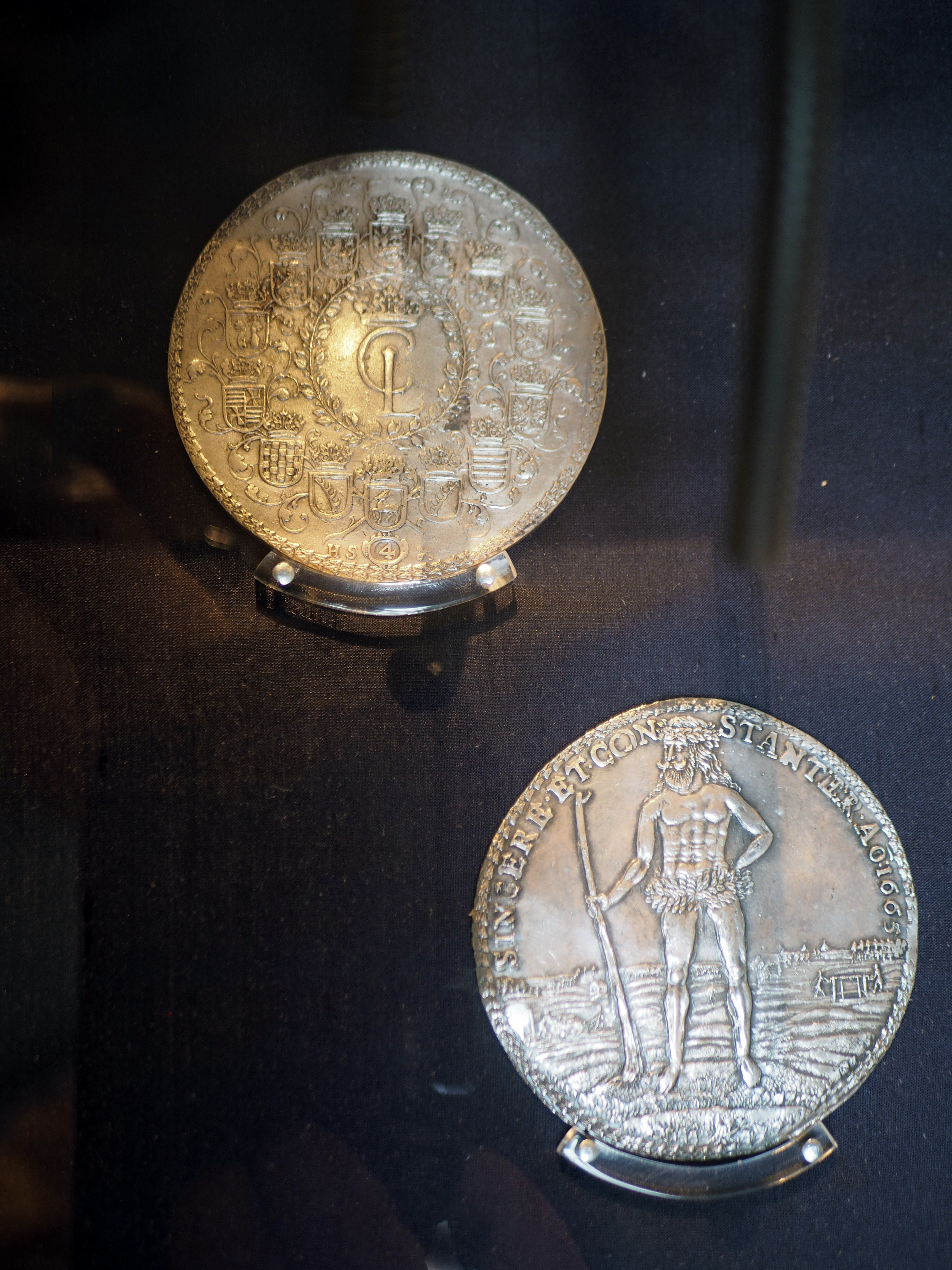
Schaumünzen Herzog Christian Ludwig (1665)

Christian Ludwig hatte eine besondere Vorliebe für Schaumünzen. Er ließ ab 1648 viele davon prägen, die mit seinem Wahlspruch CINCERE ET CONSTANTER („aufrichtig und beständig“) versehen wurden. Das Silber hierfür kam aus den Bergwerken im Harz. Einige der Münzen gehören heute zur Sammlung des Celler Bomann-Museums.
Er galt als vergnügungssüchtig und dem „Gesöff“ ergeben und kam mit den Bürgern der Stadt Hannover rasch in Konflikt. Nach dem Tod seines Onkels, des Herzogs Friedrich IV. in Celle, überließ er seinem jüngeren Bruder Georg Wilhelm die Herrschaft im Fürstentum Calenberg und regierte ab 1648 das Fürstentum Lüneburg in Celle. Hier legte er sich mit den Städten Lüneburg und Harburg an. 1650 ernannte er seinen Kammerpräsidenten und ehemaligen Hofmeister Friedrich Schenck von Winterstädt zum Statthalter und betraute ihn mit den Regierungsgeschäften.
Am 9. Oktober 1653 heiratete er Dorothee Prinzessin von Holstein-Glücksburg, die Ehe blieb jedoch kinderlos, im Gegensatz zu ihrer späteren zweiten Ehe mit dem „Großen Kurfürsten“. 1658 beauftragte er Henrik Ruse mit der Erneuerung des Harburger Schlosses.
Im Alter von 43 Jahren starb Herzog Christian Ludwig von Braunschweig-Celle am 15. März 1665 in Celle.
Er wurde in der Fürstengruft in der Stadtkirche St. Marien in Celle beigesetzt.
Als Fürsten von Calenberg mit Residenz in Hannover folgten ihm nacheinander seine jüngeren Brüder Georg Wilhelm, Johann Friedrich und Ernst August.
Seine Witwe heiratete am 14. Juni 1668 den „Großen Kurfürsten“ Friedrich Wilhelm von Brandenburg.